# New Zealand Journal of Forestry Science
New Zealand Journal of Forestry Science – międzynarodowe, recenzowane czasopismo naukowe otwartego dostępu, publikujące w dziedzinie nauk o lesie.
Pismo wydawane jest Springer Science+Business Media, a jego właścicielem jest Scion. Tematyką obejmuje szeokie spektrum nauk o lesie, w tym bioróżnorodność wraz z genetyką, zdolność produkcyjną i zarządzanie lasem, zdrowie lasu, ochronę wód i gleb, światowy cykl obiegu węgla, wpływ zmian klimatu, ekonomii i społeczeństwa na gospodarkę leśną oraz politykę leśną.